# L&M

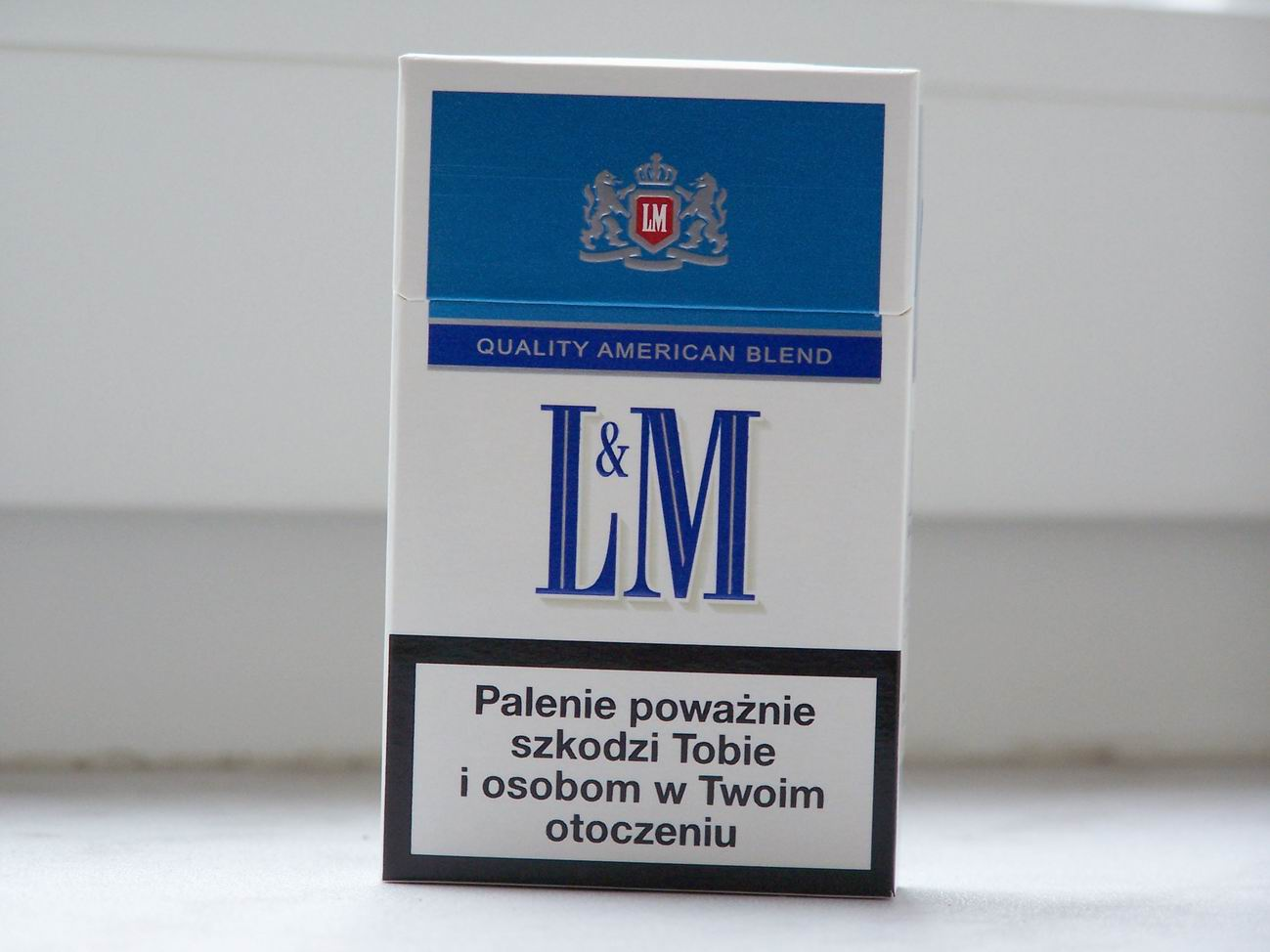
Un pachet L&M Blue folosit între anii 2004-2008.

Create de compania Liggett & Myers, L&M este o marcă de țigări produse de Altria Grup, Inc. (cunoscute anterior ca Philip Morris Companies, Inc.).

## Arome
Este disponibil în 6 arome (unele nu se găsesc în orice țară):
- Filtru (roșu)
- Light (albastru)
- Super Light (gri)
- Ultra Light (alb)
- Menthol (verde)
- Struguri (mov)
- Căpșuni (roz)
- Night (negru)
- Max (maro închis)